# Маломедведевский
Маломедведевский — хутор в Совхозной сельской территории городского округа «город Михайловка» Волгоградской области России.

## История
Хутор Маломедведевский, также как и Большие Медведи, получил название по фамилии семейства Медведевых, которые в свое время оказались на каторге в Сибири, а после ссылки ушли с казачьими переселенцами осваивать эти места и осели своим хутором.
Из Сибири семья Медведевых принесла интересный народный промысел, которым долгое время славились оба хутора — резьба по дереву, причем по самой сложной для отделки части — близ корней, фактически по пню. Вырезали в основном фигурки медведей. Промысел ясно показывал сибирский быт — подобные промыслы, особенно учитывая безлесность местности, в этих местах были крайне необычен. Сейчас этот промысел безвозвратно утерян.

## География
Расположен в северо-западной части области, в пределах Приволжской возвышенности, являющейся частью Восточно-Европейской равнины, на водоразделе бассейнов Бузулука и Медведицы. Возле хутора имеется пруд, в 800 метрах к западу от хутора проходит защитная лесополоса.
Уличная сеть состоит из трёх географических объектов: ул. Грейдерная, ул. Мира и ул. Садовая.
Абсолютная высота 147 метров над уровня моря.

## Население
| 2010 |
| ---- |
| 30   |

Гендерный состав
По данным Всероссийской переписи населения 2010 года в гендерной структуре населения из 30 человек мужчин — 19, женщин — 11 (63,3 и 36,7 % соответственно).
Национальный состав
Согласно результатам переписи 2002 года, в национальной структуре населения
русские составляли 92 % из общей численности населения в 84 человека

## Инфраструктура
Хутор не газифицирован.

## Транспорт
Ближайшая ж.-д. станция Кумылга расположена в хуторе Троицкий. Имеется подъездная автодорога от Троицкого.